# Бурхан-султан
Бурхан-султан (узб. Burhon sulton) — узбекский хан из династии Шибанидов Бухарского ханства. Правил в 1552 — 1557 годах.
Бурхан-султан в 1552 году избирается ханом в Бухаре и становится напарником правителю Бухарского вилайета — внуку Шейбани-хана, Мухаммед Яру. В 1554 году Бурхан-султан распоряжается убить Мухаммад Яра.
В 1555 году Науруз Ахмед-хан, объявленный ханом в Самарканде, для объединения территорий Мавераннахра, начинает военные наступления в сторону Бухары и осаждает город в течение трёх месяцев. При жестокой осады города Бурхан-султан зовёт на помощь Абдулла-хана II с предложением передачи ему Бухары и переходом к нему в покорность. После битвы возле Фараба войска Абдуллахана II одерживают победу над войском Науруза Ахмех-хана и Бурхан-султан сдерживая своё слово, сам удалившись в Каракуль передаёт Бухару Абдулла-хану II. Но после полтора месяца, Бурхан-султан нарушает договор, начинает наступление в Бухару и подружившись Науруз Ахмед-ханом направляется к нему на помощь. А Абдулла-хан II вынуждается заключить мир и уходит в сторону Афганистана.

## Смерть
В июле 1557 года, Абдулла-хан II собрав войска, под предлогом мщения Бурхан-султану за его предательства, начинает продолжительную осаду Бухары. Из-за долгого продолжения осады, попавшие в осаду остаются в тяжелом состояние и Бурхан-султан вынужденно заключает мир с Абдулла-ханом II. В ночь после заключения мира, Бурхан-султана убивают таинственным образом. С убийством Бурхан-султана линия потомков Убайдулла-хана прерывается.